# Phthonoloba
Phthonoloba is een geslacht van vlinders van de familie spanners (Geometridae), uit de onderfamilie Larentiinae.

## Soorten
- P. acrolophites (Prout, 1926)
- P. altissima Holloway, 1976
- P. altitudinum Prout, 1931
- P. angustifasciata Inoue, 1976
- P. auratisquama Warren, 1897
- P. bracteola Holloway, 1976
- P. brevipalpis Warren, 1899
- P. caliginosa Holloway, 1976
- P. fasciata Moore, 1888
- P. graphica Prout, 1916
- P. lutosa Holloway, 1976
- P. micans Prout, 1929
- P. permista Prout, 1958
- P. punctatissima Warren, 1897
- P. stigmatephora Prout, 1932
- P. thalassias Semper, 1902
- P. violacea Warren, 1906